# Bajoranos
Los bajorans, bajoranos o bayoranos son una especie humanoide del universo de la serie televisiva de ficción Star Trek. Su primera aparición fue en la serie Star Trek: La nueva generación y son parte integral de la serie Star Trek: Espacio profundo nueve. Son nativos del planeta Bajor. Un mundo clase M cuyos océanos tienen una tonalidad verdosa. Bajor posee varias lunas,  entre ellas Jeraddo.

## Biología
Como muchas razas en Star Trek, los bajoranos son de apariencia humana, teniendo una característica facial distintiva: arrugas en la nariz entre los ojos. A pesar de su apariencia humana, hay varias diferencias biológicas entre las dos especies. Durante el embarazo, las mujeres bajoranas sufren de episodios incontrolables de estornudos en vez de los vómitos matutinos. Las mujeres bajoranas gestan durante cinco meses en vez de los nueve meses de las mujeres terrestres, debido a una alta vascularización entre el feto y la madre. Durante el alumbramiento deben estar extremadamente relajadas, y sienten muy poco o nada de dolor durante el proceso.

## Historia
Los bajoranos son una de las civilizaciones más antiguas de la Vía Láctea ya que su origen se remonta a varios miles de años. Los bajoranos descubrieron el viaje interestelar muchos siglos antes que los humanos y su mundo perteneció al antiguo Imperio T'Kon de hace 400 000 años. 
Es característica de los bajoranos su espiritualidad, y en su cultura se pueden encontrar grandes arquitectos, pintores, filósofos, etc. que han influenciado a otras culturas de la galaxia.  

### Ocupación cardasiana
Los cardasianos comenzaron a vincularse con los bajoranos como "amables asesores" hasta que en 2328 dejaron de lado la fachada e invadieron formalmente el planeta declarándolo como protectorado de la Unión Cardasiana y como parte integral de la Unión en el 2349. A su vez, los cardasianos borraron los rastros de la antigua tecnología bajorana como eran las reliquias de naves espaciales de hace siglos en un intento por evitar que hubiera recuerdos del glorioso pasado bajorano. Los bajoranos se defendieron con una guerra de guerrillas y terrorismo. La Federación Unida de Planetas no intervino en el conflicto debido a la Primera Directiva. 
En el episodio Dúo de Star Trek: Espacio profundo 9, Kira Nerys describe las atrocidades cardasianas en el campo de concentración de Gallitep así: “Mujeres violadas frente a sus hijos, hombres golpeados hasta que sus esposas no los podían reconocer, ancianos enterrados vivos cuando no podían trabajar más”. Este episodio fue aclamado por la crítica y considerado una analogía de la persecución de los nazis contra los judíos durante el Holocausto, así como una relación similar a la de Hannibal Lecter y la agente Clarice Starling en The Silence of the Lambs por parte de Kira y Gul Dar'hil. 
En términos generales la invasión cardasiana incluyó diferentes atrocidades contra la población nativa bajorana como lo son torturas, violación, abuso sexual, asesinatos en masa, experimentos científicos y trabajo esclavo. Por ejemplo, el padre de Ro Laren, que sirvió en el Enterprise, fue torturado hasta la muerte frente a sus ojos. El productor Rick Berman dijo que el genocidio bajorano representa “Los kurdos, los judíos de los años 1940, los albaneses en la guerra de Bosnia, los esclavos de Haití…”. Casualmente, el conflicto en Yugoslavia se suscitó durante la transmisión original de la serie. 
Los bajoranos formaron la resistencia como una milicia paramilitar que luchaba contra los cardasianos. A esta se unió Kira a los 12 años. Esta resistencia pudo luchar con eficacia contra la ocupación cardasiana, lo que llevó con el tiempo al fin de la ocupación.

### Fin de la ocupación y alianza con la Federación
Cuando finalmente termina la ocupación cardasiana, la Federación comienza un proceso de tutela y apoyo logístico sobre sus ahora aliados bajoranos. La estación espacial Espacio Profundo 9 (antes un centro minero repleto de esclavos bajoranos y sede del prefecto de Bajor, Gul Dukat) se convierte en la base de operaciones de la Federación. Con el descubrimiento del  agujero de gusano hacia el cuadrante gamma los bajoranos y la estación se convierten se vuelven aún más importantes para la Federación. Grupos radicales bajoranos consideran que la intervención de la Federación era otra forma de solapada de imperialismo similar, aunque menos brutal, que la de los cardasianos por parte de otra potencia galáctica, y exigían que Bajor se librara de cualquier influencia externa lo que lleva a varios atentados contra la Federación. 
Si bien Bajor no es miembro de la Federación, es junto con el Imperio Klingon uno de los principales aliados de ésta y muchos bajoranos sirven en naves de la Federación y otros tantos sirven con los maquis (una guerrilla rebelde de ciudadanos federales que enfrenta a los cardasianos en la Zona Desmilitarizada).

## Cultura
Es también característico de los bajoranos usar el apellido antes del nombre y llevar en las orejas unos aros como símbolo de su devoción espiritual.
Los bajoranos creen que las naves que entran en el agujero de gusano son guiadas por los Profetas que se encuentran en el Centro Celestial, dentro del mismo agujero. 
Algunos de sus ritos más conocidos son: los días de expiación bajoranos (festival en el que se canta y reza), el canto bajorano de la muerte (funeral que dura dos horas) y el festival de la gratitud bajorano (de celebración anual y con una gran importancia social).

## Bajoranos famosos
- Kira Nerys
- Kai Opaka
- Kai Winn
- Leeta
- Ro Laren

- Datos: Q788819